# Melitaea kingana
Melitaea kingana är en fjärilsart som beskrevs av Matsumura 1939. Melitaea kingana ingår i släktet Melitaea och familjen praktfjärilar. Inga underarter finns listade i Catalogue of Life.